# 薄叶猕猴桃
薄叶猕猴桃（学名：Actinidia leptophylla）为猕猴桃科猕猴桃属的植物，是中国的特有植物。分布在中国大陆的云南、贵州等地，生长于海拔1,900米至2,450米的地区，多生长在山地杂木林中，目前尚未由人工引种栽培。